# Chaetodon humeralis
Chaetodon humeralis  es una especie de pez mariposa marino del género Chaetodon.
Su nombre común en español es pez mariposa de tres bandas o mariposa muñeca. Es una especie común en gran parte de su rango de distribución y con poblaciones estables.

## Morfología
Posee la morfología típica de su familia, cuerpo ovalado y comprimido lateralmente, cuadrangular con las aletas dorsal y anal expandidas. El perfil dorsal de la cabeza es claramente cóncavo. 
La coloración general del cuerpo es blanca o blanca plateada , tiene tres franjas negras verticales en el cuerpo, una atravesando el ojo, otra del nacimiento de la aleta dorsal a la aleta pectoral, y la tercera, delante del pedúnculo caudal. La aleta caudal tiene tres líneas negras, una en la base, otra, más gruesa, en el centro, y otra submarginal. Las aletas dorsal y anal están bordeadas en negro.
Tiene entre 12 y 13 espinas dorsales, entre 18 y 20 radios blandos dorsales, 3 espinas anales y entre 15 y 17 radios blandos anales.
Alcanza los 25,4 cm de largo, aunque usualmente los adultos tienen 12 cm de largo.

## Alimentación
Es omnívoro, y se alimenta de pólipos de corales, pequeños invertebrados, como gambas, cangrejos, ascidias, esponjas, y de algas.

## Reproducción
Son dioicos, o de sexos separados, ovíparos, y de fertilización externa. El desove sucede antes del anochecer. Forman parejas durante el ciclo reproductivo, pero no protegen sus huevos y crías después del desove.

## Hábitat y comportamiento
Especie asociada a arrecifes. Normalmente se ven en parejas o en pequeños grupos, en áreas rocosas cerca de la costa. Frecuenta sustratos coralinos, arenosos, estuarios, piscinas mareales y manglares. Formas "escuelas" con grupos de peces de la especie Chaetodipterus zonatus.
Su rango de profundidad está entre 3 y 50 metros, aunque se reportan localizaciones entre 0.18 y 281.5 m, y en un rango de temperatura entre 21.31 y 27.66 °C.

## Distribución geográfica
Se distribuye en aguas templadas y tropicales de las costas americanas del océano Pacífico. Es especie nativa de Colombia; Costa Rica; Ecuador (Galápagos); El Salvador; Estados Unidos (California); Guatemala; Honduras; México; Nicaragua; Panamá y Perú.